# Grießklößchen

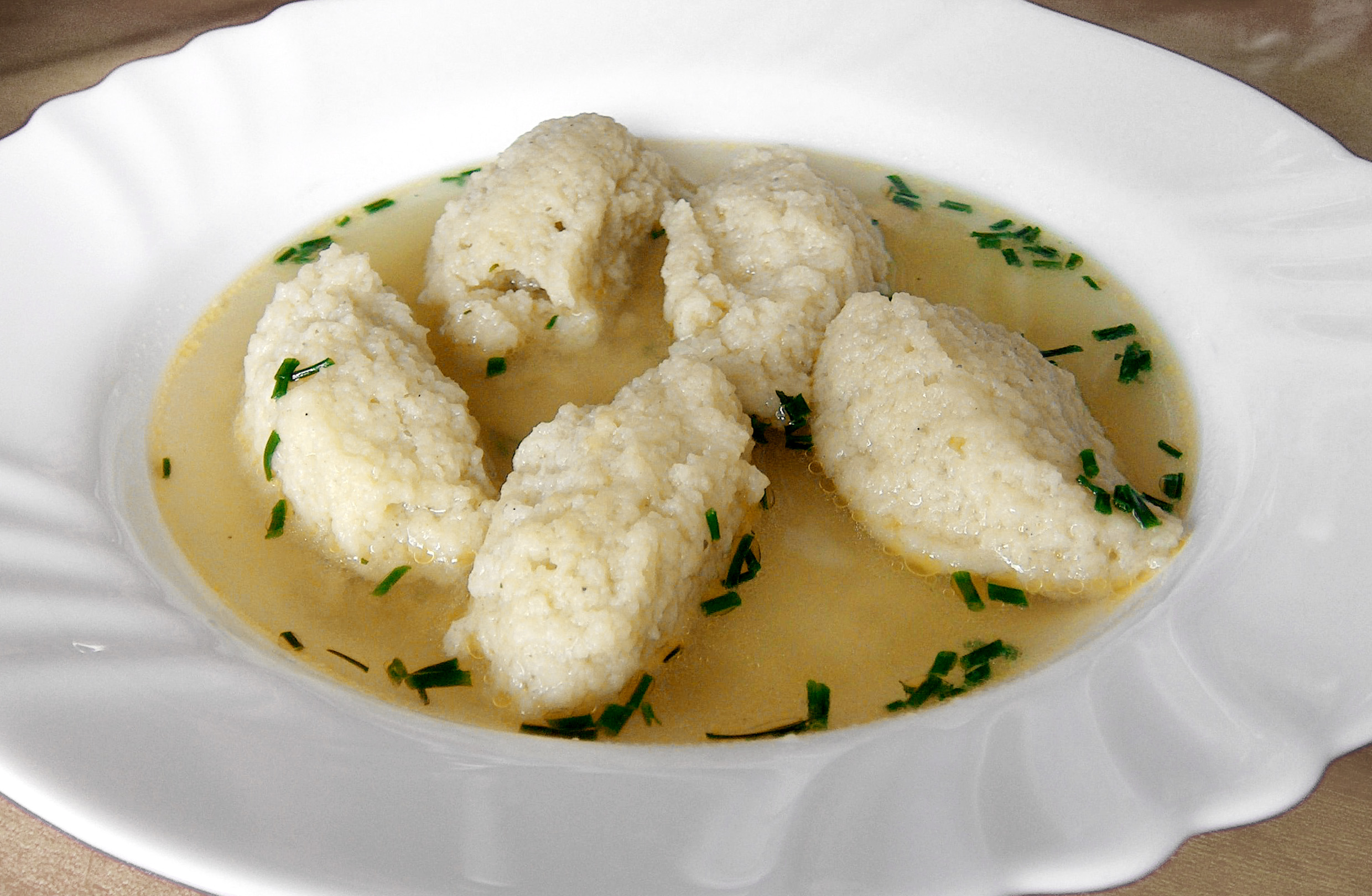
Grießklößchensuppe (Grießnockerlsuppe)

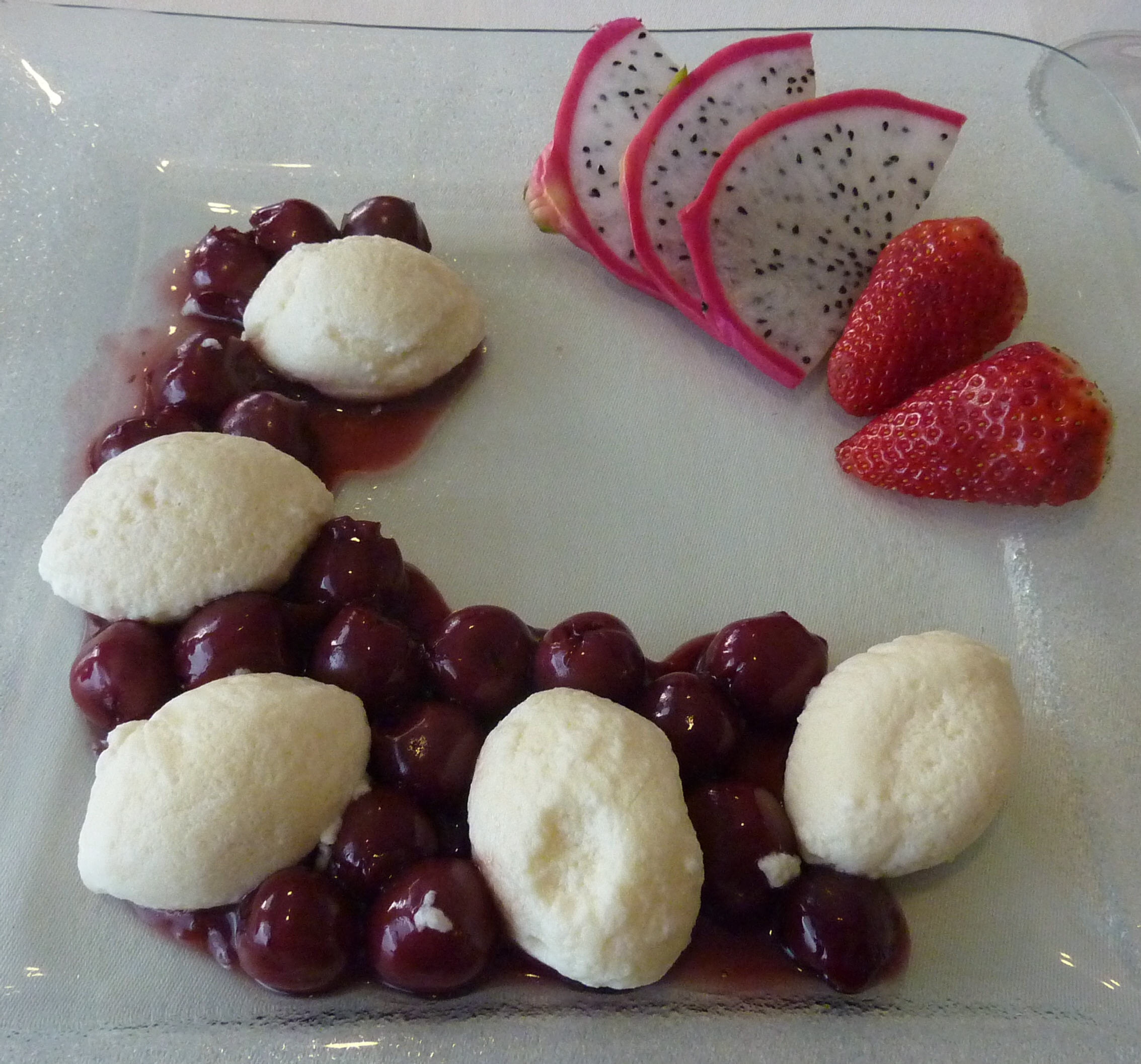
Grießnocken als Dessert

Grießklößchen oder Grießnockerl sind Klöße aus Grieß, Eiern, Butter und je nach Rezept Milch. Sie werden als sättigende Suppeneinlage oder überbacken gereicht. Gesüßt sind Grießklößchen als Nachtisch bekannt. Grießnockerlsuppe ist ein Klassiker der österreichischen Küche.
Zur Zubereitung wird zuerst Milch mit Salz aufgekocht und Grieß in die nicht mehr kochende Flüssigkeit eingerührt. Je nach Verwendung wird der entstandene Teig mit Muskat, Zitronenschale oder Zucker gewürzt und glattgerührt. Dazu kommen Butter und Eier, je nach Rezept auch nur das Eigelb. Alternativ wird auch direkt Grieß, Muskat, Salz und Butter mit den Eiern (bzw. Eigelb) verrührt und ruhen gelassen. Dann werden mit dem Löffel kleine Klöße abgestochen und in Salzwasser oder Brühe gegart, bis sie an die Oberfläche steigen. Sie können auch in einer Pfanne gebraten werden.
Salzige Klöße können als Suppeneinlage verwendet oder im Ofen mit Käse überbacken werden. Süße Klöße werden meist in einer Schale mit Zimt, Zucker oder Kompott serviert. Analog zur Suppeneinlage können Grießklößchen auch in Fruchtsuppen oder warme Kompotte gegeben werden.